# Bộ Hỏa (火)
Bộ Hỏa, bộ thứ 86 có nghĩa là "lửa" là 1 trong 34 bộ có 4 nét trong số 214 bộ thủ Khang Hy.
Trong Từ điển Khang Hy có 639 chữ (trong số hơn 40,000) được tìm thấy chứa bộ thủ này.
Trong vũ trụ học Đạo giáo, Hỏa (火) là thành phần tự nhiên của quẻ Ly (離) ☲ trong sơ đồ Bát quái.

## Tự hình Bộ Hỏa (火)

Giáp cốt văn
Đại triện
Tiểu triện

## Chữ thuộc Bộ Hỏa (火)
| Số nét bổ sung | Chữ |
| -------------- | --- |
| 0              | 火 灬 |
| 1              | 灭 |
| 2              | 灮 灯 灰 灱 灲 灳 |
| 3              | 灴 灵 灶 灷 灸 灹 灺 灻 灼 災 灾 灿 炀 |
| 4              | 炁 炂 炃 炄 炅 炆 炇 炈 炉 炊 炋 炌 炍 炎 炏 炐 炑 炒 炓 炔 炕 炖 炗 炘 炙 炚 炛 炜 炝 炞                                                             |
| 5              | 炟 炠 炡 炢 炣 炤 炥 炦 炧 炨 炩 炪 炫 炬 炭 炮 炯 炰 炱 炲 炳 炴 炵 炶 炷 炸 点 為 炻 炼 炽 炾 炿 烀 烁 烂 烃                                        |
| 6              | 烄 烅 烆 烇 烈 烉 烊 烋 烌 烍 烎 烏 烐 烑 烒 烓 烔 烕 烖 烗 烘 烙 烚 烛 烜 烝 烞 烟 烠 烡 烢 烣 烤 烥 烦 烧 烨 烩 烪 烫 烬 热 烮                      |
| 7              | 烯 烰 烱 烲 烳 烴 烵 烶 烷 烸 烹 烺 烻 烼 烽 烾 烿 焀 焁 焂 焃 焄 焅 焆 焇 焈 焉 焊 焋 焌 焍 焎 焏 焐 焑 焒 焓 焔 焕 焖 焗 焘                         |
| 8              | 焙 焚 焛 焜 焝 焞 焟 焠 無 焢 焣 焤 焥 焦 焧 焨 焩 焪 焫 焬 焭 焮 焯 焰 焱 焲 焳 焴 焵 然 焷 焸 焹 焺 焻 焼 焽 焾 焿 煀 煁 煂 煃 煄 煅 煈 煉 煜 煮 榮 |
| 9              | 煆 煇 煊 煋 煌 煍 煎 煏 煐 煑 煒 煓 煔 煕 煖 煗 煘 煙 煚 煝 煞 煟 煠 煡 煢 煣 煤 煥 煦 照 煨 煩 煪 煫 煬 煭 煯 煰 煱 煲 煳 煴 煵 煶 煷 煸 煺 熙       |
| 10             | 煹 煻 煼 煽 煾 煿 熀 熁 熂 熃 熄 熅 熆 熇 熈 熉 熊 熋 熌 熍 熎 熏 熐 熑 熒 熓 熔 熕 熖 熗 熘                                                          |
| 11             | 熚 熛 熜 熝 熞 熟 熠 熡 熢 熣 熤 熥 熦 熧 熨 熩 熪 熫 熬 熭 熮 熯 熰 熱 熲 熳 熴 熵                                                                   |
| 12             | 熶 熷 熸 熹 熺 熻 熼 熽 熾 熿 燀 燁 燂 燃 燄 燅 燆 燇 燈 燉 燊 燋 燌 燍 燎 燏 燐 燑 燒 燓 燔 燕 燖 燗 燘 燙 燚 燛 燜 燝 燞                            |
| 13             | 營 燠 燡 燢 燣 燤 燥 燦 燧 燨 燩 燪 燫 燬 燭 燮 燯 燰 燱 燲 燳 燴 燵 燶 燷                                                                            |
| 14             | 燸 燹 燺 燻 燼 燽 燾 燿 爀 爁 爂 爃 |
| 15             | 爄 爅 爆 爇 爈 爉 爊 爋 爌 爍 爎 爕 |
| 16             | 爏 爐 爑 爒 爓 爔 爖 爗 爘 |
| 17             | 爙 爚 爛 |
| 18             | 爜 爝 爞 爟 爠 |
| 19             | 爡 爢 |
| 20             | 爣 |
| 21             | 爤 爥 爦 |
| 24             | 爧 |
| 25             | 爨 |
| 29             | 爩 |